# 서화숙
서화숙(徐華淑 1960년 1월 2일 ~ , 강원도 화천군)은 대한민국의 언론인이다.

## 생애
1960년 1월 2일, 강원도 화천군에서 태어났고 한국외국어대학교 불어과를 졸업하였다. 1982년부터 한국일보 기자로서 활동하였고 1994년에 첫 번째 동화책 《나야, 뭉치 도깨비야》를 냈다.

## 학력
- 숭의여자고등학교
- 한국외국어대학교 불어학 학사

## 경력
- 1999년: 한국일보 편집국 여론독자부 부장
- 2002년: 한국일보 문화과학부 부장, 한국일보 문화부 부장
- 2003년 ~ : 한국일보 편집국 편집위원

## 저서
- 《나야, 뭉치 도깨비야》. 웅진출판주식회사. 1994년. ISBN 8901009188
- 《월화수목금토일 차분디르의 모험》. 세상모든책. 2005년. ISBN 9788955601572
- 《행복한 실천》. 우리교육. 2005년. ISBN 9788980409112
- 《나야, 뭉치 도깨비야》. 웅진주니어. 2009년. ISBN 9788901089706
- 《마당의 순례자》. 웅진지식하우스. 2009년. ISBN 9788901100326
- 《민낯의 시대》. 클. 2012년. ISBN 9788996884927
- 《누가 민주국가의 적인가》. 클. 2013년. ISBN 9788996884996

## 방송 진행
- TBS FM 《서화숙의 오늘》[2]

## 상훈
- 2002년 외언상[3]